# Stadio Rienza
Lo stadio Rienza o stadio Lungo Rienza (ted. Rienzstadion) o ancora stadio del ghiaccio di Brunico (ted. Eisstadion Bruneck), noto tra il 2009 e il 2014, per motivi di sponsorizzazione, come Leitner Solar Arena, è stato il principale palaghiaccio della città di Brunico, in Alto Adige, tra il 1971 e il 2021. Dopo l'ultimo ampliamento del 1996, era in grado di ospitare 2 050 spettatori. Nel settembre 2021 è stato chiuso e sostituito dall'Arena Brunico.

## Stadio
I lavori per il palazzetto del ghiaccio di Brunico, chiamato Stadio Rienza o Lungo Rienza per la vicinanza al fiume Rienza, iniziarono nel 1970; la struttura fu poi inaugurata nel 1971. In precedenza sul luogo si trovava una pista di ghiaccio naturale, favorita dalla posizione in ombra del luogo, cui nel 1958 era stata affiancata una prima tribuna.
Nel 1976 venne installato il primo tabellone elettronico, mentre nel 1990 fu inaugurato il tetto dell'impianto. La copertura doveva essere provvisoria, nell'attesa di un nuovo stadio, ma di fatto rimase in uso per oltre trent'anni. Nel 1996 venne realizzato l'ultimo ampliamento, con la costruzione della Tribuna Sud, mentre otto anni più tardi venne rifatto l'impianto refrigerante.
Nel 2009 grazie ad un accordo di sponsorizzazione il palazzetto assunse il nome di Leitner Solar Arena, mantenuto fino al 2014, quando il palazzetto tornò a chiamarsi Stadio Rienza.
Nel 2015 fu annunciato che la struttura sarebbe stata chiusa nel 2018, sostituita da un nuovo palazzo del ghiaccio nella zona occidentale della città. I lavori sono tuttavia stati rimandati, finché nel giugno 2018, approvato il progetto, non sono stati appaltati i lavori. I primi due bandi per l'assegnazione dei lavori andarono tuttavia deserti, e l'inizio dei lavori venne posticipato ulteriormente. Solo nel luglio del 2019 i lavori vennero effettivamente assegnati, e la prima pietra della nuova struttura, l'Arena Brunico, fu posata il 7 settembre 2019.
L'ultimo incontro disputato è stata un'amichevole precampionato disputata il 10 settembre 2021 tra il Val Pusteria e gli austriaci del VSV, vinta da questi ultimi per 5-3.

## Uso

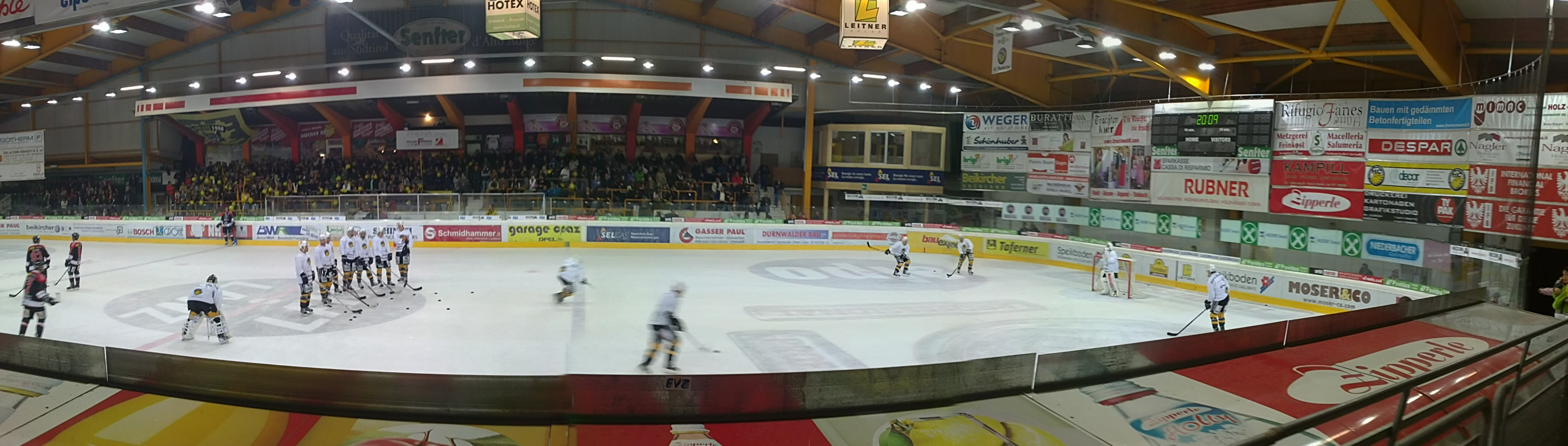
Interno dello stadio nel 2009

Allo stadio Lungo Rienza vennivano ospitati gli incontri casalinghi dell'Hockey Club Pustertal-Val Pusteria. A partire dal 2008 ha ospitato alcune edizioni della Dolomiten Cup, torneo amichevole che coinvolge alcune formazioni europee, perlopiù provenienti da Deutsche Eishockey-Liga, EBEL e Lega Nazionale A, come i Frankfurt Lions, i SCL Tigers, l'EHC München, l'HC Lugano, l'EV Zug e i Kölner Haie.

## Dopo la chiusura
Dopo la chiusura lo stadio verrà abbattuto per far posto ad edifici residenziali.